# Gérard Coulon
Pour les articles homonymes, voir Coulon.
Gérard Coulon est un archéologue, historien et écrivain français né le 27 août 1945 à Mézières-en-Brenne (Indre). Il est surtout connu pour ses ouvrages sur la civilisation gallo-romaine et pour ses livres sur l'Antiquité destinés aux enfants.

## Biographie
Titulaire d’un DEA d’Archéologie des périodes classiques (Paris I) il a été professeur de français et d’histoire-géographie en collège. Il quitte l’enseignement en 1984 pour se consacrer à l’archéologie et au patrimoine.
Fondateur et premier conservateur du musée d’Argentomagus à Saint-Marcel, Indre, de 1990 à 1999, il devient ensuite conservateur en chef et dirige à Tours le Service départemental des monuments, musées et maisons d’écrivain de la Touraine. Parallèlement, il est chargé de travaux dirigés sur la Gaule romaine à l’École du Louvre pour la préparation à l’Institut national du patrimoine. Il a également été missionné pour la mise en valeur scientifique et touristique des sites archéologiques d’Aubigné-Racan, dans la Sarthe, ainsi que de Sanxay et Naintré, dans le département de la Vienne.
Retraité en 2004, il donne depuis des conférences et des cours dans plusieurs universités populaires.

## Publications

### Sur les civilisations romaine et gallo-romaine
- Les Gallo-Romains, Paris, A. Colin, 1985 (2e édition, 2 tomes, 1990).
- Carte archéologique de la Gaule. L’Indre, 36, (en collaboration avec Jean Holmgren et Michel Provost), Paris, 1992.
- L’Enfant en Gaule romaine, Paris, Errance, 1994 (2e édition 2004).
- Argentomagus, du site gaulois à la ville gallo-romaine (Dir.), Paris, Errance, 1996.
- Sous l’aile de Mercure. Artistes et artisans en Gaule romaine, Treignes, CEDARC, 2000.
- Voyage en Gaule romaine (en coll. avec Jean-Claude Golvin), Paris, Actes Sud-Errance, 2002 (4e édition 2016). Traduction en japonais par les éditions Maar-Sha publishing CO, Ldt, 2019.
- Les Gallo-Romains, Paris, Errance, 2006.
- Les voies romaines en Gaule, Paris, Errance, 2007 (4e édition 2019).
- Quand la Brenne était romaine, Alan Sutton, 2001 (2e édition 2014).
- Les stèles funéraires gallo-romaines de Saint-Ambroix (Cher). Un atelier de sculpture dans la cité des Bituriges, en coll. avec Simone Deyts et Claude-Olivier Darré, éditions du musée de Châteauroux et Lancosme Multimédia, 2012.
- Le Trésor de Châteaumeillant (Cher), en collaboration avec Sophie Krausz, Tours, éditions Archéa, 2016.
- Le Berry gallo-romain, coll. "Tout comprendre", La Crèche, éditions La Geste berrichonne, 2017.
- Guide des voies romaines de l'Indre, Coll. "Berry en poche", Châteauroux, La Bouinotte éditions, 2017.
- Le Génie civil de l'armée romaine, Arles, Actes Sud-Errance, 2018 (en collaboration avec Jean-Claude Golvin ). Traduction en italien sous le titre Il genio civile dell'ecercito romano, LEG edizioni, Rome, Coll. Biblioteca Universale di Storia - Studi, 2019. Traduction en allemand sous le titre Die Architekten des Imperiums. Wie das Heer ein Weltreich erbaute, Wbg Philippe Von Zabern, 2020. Traduction en espagnol sous le titre La Ingeniera del Ejèrcito Romano, Desperta Ferro ediciones, Madrid, 2021.

- Les Gallo-Romains, Mémo Gisserot, coll. « Histoire », Paris, éditions Jean-Paul Gisserot, 2019.
- Le Génie maritime romain, Actes Sud/Errance, 2020 (en collaboration avec Jean-Claude Golvin). Traduction en allemand sous le titre Häfen für die Ewigkeit Maritime Ingenieurskunst der Römer, Wbg Philipp von Zabern, 2021. Traduction en italien sous le titre Il Genio marittimo di Roma, LEG Edizioni, Rome, coll. Bibioleca Universale di Storia-Studi, 2021.
- Pérégrinations dans la Gaule romaine et dans les provinces des Alpes et de Corse, Errance & Picard, 2024 (en collaboration avec Jean-Claude Golvin pour les restitutions des sites).

### Histoire
- Signé Vrain Lucas ! la véritable histoire d'un incroyable faussaire, Arles, Errance, 2015. (2ème édition avec pour nouveau titre Vrain Lucas. Histoire d’un incroyable faussaire, 2022).
- Histoire mondiale du bonheur sous la direction de François Durpaire, préface de Alain Corbin, Le Cherche-Midi, Paris, 2020. En collaboration avec de nombreux auteurs. Chapitre rédigé : Hic habitat felicitas. Le bonheur pour les Romains.

### Ouvrages jeunesse
- La vie des enfants au temps des Gallo-Romains, Paris, éditions du Sorbier, 2001 (réédition de La Martinière jeunesse, 2006). Traduction en néerlandais en 2005 sous le titre Hoen leefden Kinderen zo bij de Gallo-Romeinen, éd. Davidsfonds/Infodok, Biblion, Leuven. Traduction en allemand en 2006 sous le titre Das Leben der Kinder im alten Rom, éd. Knesebeck, München.

- La vie des enfants à l’époque de Pompéi, Paris, éditions du Sorbier, 2002. Traduction en allemand en 2007 sous le titre Das Leben der Kinder in Pompeji, éd. Knesebeck, München.

- Le Dico des Gallo-Romains, Paris, éditions de La Martinière jeunesse, 2003 (2e édition, 2008).
- Le Tour de Gaule raconté par deux enfants, Paris, éditions de La Martinière jeunesse, 2004
- Les villas gallo-romaines, Rennes, éditions Ouest-France, 2005.
- La vie des enfants à Rome au temps des Césars, Paris, éditions de La Martinière jeunesse, 2006
- L’Encyclopédi@ Histoire de France (en collaboration), Paris, Gallimard jeunesse, 2007
- Des Gaulois aux Gallo-Romains. Coll. « Les yeux de la découverte », Paris, Gallimard jeunesse, 2008 (Réédition 2012)
- Comment naissaient les bébés autrefois ? Paris, éditions de La Martinière jeunesse, 2008.
- Youssou et la statue de marbre, roman, Paris, Oskar jeunesse, 2010
- Du rififi au Pont du Gard, roman, Paris, Oskar jeunesse, 2010 (Réédition 2015)
- Quel cirque à Lugdunum !, roman, Paris, Oskar éditeur, 2011
- Les Gaulois, « Coll. Voir 6-9 ans », Paris, Fleurus éditions, 2012.
- Les Romains, « Coll. Voir 6-9 ans », Paris, Fleurus éditions, 2014
- Les Gallo-Romains racontés aux enfants, Coll. "Monde raconté", Paris, éditions de La Martinière jeunesse, 2016.
- Carilla, Lucius, Quieta et les autres... Ils avaient dix ans au temps des Romains, illustrations de Philippe Archer, éditions du Cabardès, 2020.
- Les aventures de Brickius Maximus, Editions Lugdunum et Faton Jeunesse, 2023 (Illustrations de Théoshu).

### Ouvrages régionaux sur le Berry
- La Brenne antique, Tours, Gibert-Clarey, 1973
- Chroniques du pays de Brenne, Tours, Gibert-Clarey, 1978
- Une vie paysanne en Berry de 1882 à nos jours, Châteauroux, Badel, 1979 (Réédition en 1980, 1984, 1990 et 2000 aux éditions Christian Pirot sous le titre Chemin de terre .
- Histoire de Châteauroux et Déols, (en collaboration), Roanne, Horvath, 1979
- Le canton de Buzançais en 1900 ... à travers les cartes postales (en coll. Avec François Richard), éditions St-Seine-l’Abbaye, 1983
- L’eau et le grès. Une histoire de la Brenne, éditions Christian Pirot, 1986.
- Brenne années 50, photographies de René Mialon, éditions Christian Pirot, 1988
- Vieux métiers et pratiques oubliées en Berry et ailleurs (en coll. Avec Daniel Bernard et Georges Bertheau) Roanne, Horvath, 1989
- L’Indre. Le Bas-Berry de la Préhistoire à nos jours, en collaboration, Coll. « Hexagone », éditions Bordessoules, 1990
- L’Indre à tire d’aile, (en coll. avec Michel Berger), éditions Photélico, 1993 (Rééditions 1994 et 2001.)
- Argenton-sur-Creuse et ses écrivains, en coll. avec Pierre Brunaud, Paris, éditions Bernard Royer, 1996
- La Brenne et ses écrivains. Une anthologie littéraire, Paris, éditions Bernard Royer, 1999
- De Méru au Bas-Berry. Les boutonneries oubliées, Le Blanc, Fontgombault et Charneuil, éditions Alan Sutton, 2005
- Une cause célèbre sous la Monarchie de juillet. L’affaire Marie Gaultier à Argenton-sur-Creuse en 1837, Tours, 2005.
- L’Indre au cinéma. Lieux et récits de tournages. éditions Alan Sutton, 2006
- Au cœur de l’Indre, en coll. avec Jean-François Hellio et Nicolas Van Ingen, 2007.
- La Touraine au cinéma. Un siècle de tournages. Éditions Alan Sutton, 2008.
- Guide des dolmens et des menhirs de l’Indre, coll. « Berry en poche », éditions de La Bouinotte, 2011.
- Un rêve d'aristocrates. Les Courses hippiques de Mézières-en-Brenne (1845-1857), Editions La Bouinotte et Lancosme, 2018.
- Gens du Val d’Anglin de la Préhistoire à nos jours, Histaval, 2021 (en collaboration avec neuf autres auteurs). Chapitre rédigé : Au temps des Gaulois et des Gallo-Romains.
- Val de Creuse et Val d'Anglin. Nature et Patrimoine. Guide, Histaval, 2023 (en collaboration avec onze autres auteurs).

## Distinctions

### Décorations
- Officier de l'ordre des Palmes académiques (1994)
- Officier de l'ordre des Arts et des Lettres (1996)
- Chevalier de l'ordre national du Mérite (2001).

### Récompenses
- Prix Guy Vanhor 1972 pour La Brenne antique.[4]
- Prix littéraire de la ville de Bourges 1978 pour Chroniques du pays de Brenne.
- Prix des Lettres paysannes remis par l’Académicien Jean Guitton pour Une vie paysanne en Berry, 1979.
- Prix Guy Vanhor 1990 pour les auteurs de L’Indre. Le Bas-Berry de la préhistoire à nos jours[4].
- Prix Saint-Jean Bourdin 2007 (château d’Ainay-le-Vieil)[5].

Depuis sa création en 2016, Gérard Coulon est membre du jury du Grand Prix du Livre d'archéologie, décerné chaque année lors des Rencontres d'Archéologie de la Narbonnaise à Narbonne.

## Télévision
Il participe comme intervenant et expert à des films documentaires sur l'Antiquité romaine. Notamment :
- "La Vie au temps des gladiateurs", réalisateur Benoît Bernard (2018), France 4.
- "Le Génie romain : les arènes françaises", réalisateur Alex Gary (2019), RMC Découverte.
- "Rome, l'armée des bâtisseurs", réalisateur Raphaël Rouyer (2020), RMC Découverte.
- "Laissez-vous guider au temps des Gallo-Romains", Magazine présenté par Stéphane Bern et Lorant Deutsch. Réalisateur Pierre Leix-Cote (2021), France 2.
- « Sur les quais de Seine, un savant se fait avoir… » Réalisatrice Clara Dezou. Reportage « L’incontournable » dans l’émission « L’Invitation au Voyage », 16 décembre 2022, ARTE.
- « Spartacus et la révolte des gladiateurs », émission présentée par Stéphane Bern, réalisateurs Alexandre Doskov et Dominique Leeb, 1re diffusion le 20 novembre 2024, France 3.